# Acrotrichis strandi
Acrotrichis strandi är en skalbaggsart som beskrevs av Sundt 1958. Acrotrichis strandi ingår i släktet Acrotrichis, och familjen fjädervingar. Arten är reproducerande i Sverige.